# Schattwald
Schattwald é um município da Áustria, situado no distrito de Reutte, no estado do Tirol. Tem 16,15 km² de área e sua população em 2019 foi estimada em 450 habitantes.